# Přirozený monopol
Přirozený monopol může vzniknout na nedokonalém trhu distribučních služeb. Na takovém trhu je potřebná „síť“ pro distribuci vyráběného statku. Nejčastěji se jedná o distribuci elektřiny, vody, tepla, kanalizace, ale také např. o dálnice. Typickým rysem přirozeného monopolu jsou rychle klesající průměrné fixní náklady, i když tyto náklady byly z počátku velmi vysoké. Tyto vysoké počáteční náklady znamenají silnou bariéru vstupu na trh. Pokud by přece jen nějaká konkurenční firma na trh vstoupila, znamenalo by to značný pokles zisků obou firem a obě by z trhu nejspíš odešly do jiného, ziskovějšího odvětví.
Jako příklad přirozeného monopolu je možno uvést vodu z kohoutku. Je logické mít jen jednu společnost poskytující síť vodních potrubí a kanálů z důvodu přirozeně vysokých kapitálových nákladů plynoucích ze zavedení národní sítě vodních potrubí a kanalizace. Existence dvou rozličných společností poskytujících vodu by nedávalo smysl, jelikož jejich průměrné náklady by byly mnohem vyšší ve srovnání s působením jenom jedné firmy. Také by nebylo vhodné, aby dvě firmy rozkopávaly silnice kvůli umístění stejných setů potrubí.

## Příklady

### Monopol na rozvod vody
Voda je odběratelům dodávána sítí potrubí. Majitel tohoto potrubí nemá žádnou konkurenci, protože taková potrubí síť na rozvod vody je v každém městě jen jedna. Spotřebiteli by se možná líbilo, kdyby existovaly dvě paralelní vodovodní sítě patřící dvěma konkurenčním firmám a kdyby měl doma vyvedeny dva vodovodní kohoutky, z nichž by si mohl vybrat, který použije. Jenže existence dvou paralelních potrubí by byla velmi drahou záležitostí. Žádné ze dvou konkurujících si firem by se nevyplatilo budovat své potrubí, kterým by dodávala přibližně jen polovinu spotřeby vody ve městě.
To vede k tomu, že se na trhu rozvodu vody prosadí nakonec jen jedna firma. Kdyby se na počátku na trhu náhodou utkaly dvě firmy o to, která z nich ovládne trh rozvodu vody ve městě, buď by jedna z nich (možná i pod hrozbou cenové války) trh vyklidila, nebo by mezi nimi došlo k fúzi. Je-li trh velký, možná by došlo k dohodě o rozdělení trhu, kde by pak každá z nich dodávala vodu do své části města. Každopádně to povede ke vzniku monopolu či monopolů – neboť v daném městě nebo v jeho jednotlivých částech bude vodu nakonec rozvádět jen jedna firma.

### Monopol na rozvod elektřiny
Elektřina je ke konečným odběratelům rozváděna přenosovou síti elektrického vedení. Majitel této sítě bude mít monopol na rozvod elektřiny, protože se žádné další firmě nevyplatí budovat další, paralelní síť elektrického vedení. Existence dvou takových rozvodných firem a dvou přenosových sítí by totiž znamenala, že každou přenosovou sítí bude procházet přibližně jen polovina elektřiny. Zbudování a udržování vlastní sítě by proto bylo pro každou z obou firem příliš drahé
Povšimněme si přitom, že takovýto přirozený monopol se vztahuje pouze k rozvodu, nikoli k výrobě. Do přenosové sítě může mít přístup více elektrárenských podniků vyrábějících elektřinu a není důvod, proč by je do ní majitel přenosové sítě nepustil. Pouze kdyby se jeden z výrobců elektřiny stal zároveň i majitelem přenosové sítě, mohl by ostatní výrobce elektřiny – své konkurenty – omezovat ve vstupu do této sítě, a tím by mohl svůj monopol na rozvod elektřiny rozšířit i v monopol na výrobu elektřiny. Ostatní výrobci elektřiny by totiž v takovém případě ztratili možnost konkurovat, protože by neměli volný přístup k odběratelům.
To byl u nás případ Českých energetických závodů (ČEZ), velkého výrobce elektřiny, který zároveň vlastnil přenosovou síť.

### Praktické příklady přirozených monopolů
Za předpokladu, že je statek nevylučitelný, ale není konkurenční, mluvíme o tzv. přirozeném monopolu.
Například uvažujme o hasičích v malém městě. V případě, že vyloučíme lidi z užívání tohoto statku: hasiči mohou nechat domy ve městě shořet. Přesto protipožární ochrana není konkurence.
Hasiči za normálních okolností tráví hodně času čekáním, kdy dojde k požáru, takže ochranou jedné extra budovy je nepravděpodobné, že by se zvýšila ochrana u všech ostatních v celém městě. Jinými slovy, když město zaplatí jednou jednu cenu za požární službu, náklady na ochranu dalších domů budou malé.
Některé statky jsou v ekonomii nevylučitelné, ale nejsou vzájemnými konkurenty (rivaly).
Příkladem může být most, který je používán velmi zřídka, takže není nikdy přeplněn.
Tento most je nevylučitelný, protože mýtné brány mohou zabránit uživatelům v jeho používání.
Most není konkurence, protože užívání mostu jedním člověkem nemůže zmírnit schopnost ostatních užívat ho také. Protože je zde fixní cena za stavbu mostu a zanedbatelné mezní náklady dodatečných uživatelů, průměrné celkové náklady za cestu přes most klesají o to víc, čím se navyšuje počet cest přes most. Proto je most přirozený monopol.

## Regulace přirozeného monopolu
Jako u každého druhu monopolu i zde často dochází k regulaci ze strany státu, aby si monopol nemohl diktovat libovolné ceny. Důsledky této regulace dále zajišťují, že přirozený monopol existuje v dané oblasti jen jeden a to skrze povolení potřebné k jeho chodu (ministerstvo zdravotnictví – standardy pro čistotu pitné vody).
Regulace ceny monopolu je však v praxi vždy obtížná, protože stát musí zjišťovat skutečné náklady monopolu a monopolům se mnohdy daří tyto náklady nadsazovat, aby docílily vyšší regulovanou cenu.
Jako příklady z oblasti vody a energetiky můžeme uvést OFWAT a OFGEM.

## Přirozený monopol v České republice
V podmínkách České republiky dnes je typickým přirozeným monopolem pouze Česká pošta, a to jenom v listovních službách. V minulosti to byly společnosti SPT Telecom, ČEZ, České dráhy, a.s.

## Zdroj přirozeného monopolu
Přirozený monopol vzniká pokud společnost vykazuje klesající náklady při jeho expanzi. Zdroji klesajících nákladů bývají označovány úspory z rozsahu, což můžeme chápat jako stav při kterém při zvýšení vkladu o procento vzroste produkt o více než procento. Ty mohou být následkem technologické inovace či zvýšení efektivity. Lze tedy považovat přirozený monopol i za technologický monopol, kde ten který ovládá lepší technologie vytlačí konkurenci z trhu pomocí ceny a čím větší a pokročilejší je tím rychleji jí vytlačuje.
Dalším zdrojem pak též jsou utopené náklady při vstupu na trh. Často bývají mylně označovány literaturou za fixní náklady. Hlavním důvodem je to, že z dlouhodobého hlediska neexistují. Jelikož tyto náklady již nejsou jinak využitelné z dlouhodobého ani krátkodobého hlediska.

## Úskalí modelu přirozeného monopolu
Přirozený monopol počítá pouze s jedním produktem společnosti, avšak takovouto společnost bychom v realitě velice těžko hledali. Avšak tyto společnosti mají na první pohled nepříliš jasnou vertikální integraci. Proto se pro zkoumání využívá principu subadditivity. Což v principu znamená, že suma nákladů na vyráběný sortiment je nižší než náklady na výrobu každého produktu zvlášť.